# Pandanobasis cantuga
Pandanobasis cantuga – gatunek ważki z rodziny łątkowatych (Coenagrionidae). Endemit Filipin, występuje na wyspach Mindanao i Dinagat.